# Préfecture de Vientiane
Ne doit pas être confondu avec Province de Vientiane.

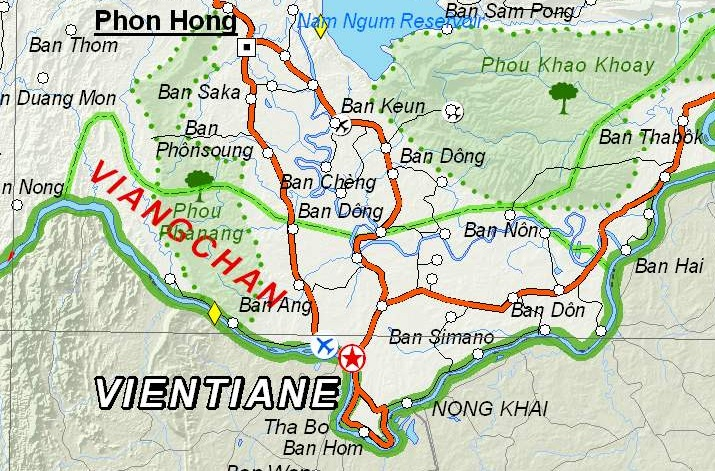
Carte de la préfecture.

La préfecture de Vientiane est la subdivision du Laos où se trouve la capitale Vientiane. Elle a été créée en 1989 par scission de la province de Vientiane.

## Histoire
La préfecture de Vientiane est créée en 1989 par scission de la province de Vientiane.

## Géographie
La préfecture, située dans le Nord-Ouest du Laos, a une surface de 3 920 km2. Elle est limitrophe de la province de Vientiane au nord, de la province de Borikhamxay au nord-est et de la province thaïlandaise de Nong Khai au sud, de l'autre côté du Mékong. La ville de Vientiane s'étend sur 130 km2.

## Zones protégées
La zone nationale de conservation de Phou Phanang s'étend dans l'Ouest de la préfecture et dans la province de Vientiane. Il s'agit d'une zone de forêts allant de 200 à 700 mètres d'altitude. On y trouve notamment des gibbons et des éléphants. Une petite surface au nord-est de la préfecture fait partie de la zone nationale de conservation de Phou Khao Khoay.

Gare de Vientiane

## Divisions administratives
La préfecture est découpée en 9 districts (muang). La ville de Vientiane s'étend sur cinq d'entre eux (ici en caractères gras) :
| Carte | Code                     | Nom       | Nom lao | Population (2015) |
| ----- | ------------------------ | --------- | ------- | ----------------- |
|       |                          |           |         |                   |
| 01-01 | District de Chanthabuly  | ຈັນທະບູລີ    | 69 187  |                   |
| 01-02 | District de Sikhottabong | ສີໂຄດຕະບອງ | 120 999 |                   |
| 01-03 | District de Xaysetha     | ໄຊເສດຖາ   | 116 920 |                   |
| 01-04 | District de Sisattanak   | ສີສັດຕະນາກ  | 65 712  |                   |
| 01-05 | District de Naxaithong   | ນາຊາຍທອງ  | 75 228  |                   |
| 01-06 | District de Xaythany     | ໄຊທານີ     | 196 565 |                   |
| 01-07 | District de Hadxayfong   | ຫາດຊາຍຟອງ | 97 609  |                   |
| 01-08 | District de Sangthong    | ສັງທອງ     | 29 509  |                   |
| 01-09 | District de Mayparkngum  | ໃໝ່ປາກງື່ມ   | 49 211  |                   |

## Démographie
En 2015, la préfecture a une population de 820 940 habitants dont 760 000 vivent dans la ville de Vientiane. La seule province plus peuplée est celle de Savannakhet. La densité de population, largement la plus haute du pays, est de 209 habitants par km2. 77,9 % des habitants vivent en zone urbaine, ce qui est également le taux le plus haut du pays. La préfecture comptait 700 000 habitants en 2005,.

## Tourisme
La préfecture de Vientiane est le territoire le plus visité du Laos par les touristes internationaux. En 2017, 1 347 866 touristes internationaux et 55 953 touristes domestiques l'ont visité. La préfecture compte 218 hôtels et 241 maisons d'hôtes pour un total de 13 030 chambres et 15 831 lits à la même date